# ジョナサン・ブロンデル
ジョナサン・ブロンデル (Jonathan Blondel), (1984年4月3日 - )は、ベルギー・イーペル出身の元サッカー選手。元ベルギー代表。ポジションはミッドフィルダー(DMF)。
ベルギー1部リーグの強豪、クラブ・ブリュージュで長らくプレー。ベルギー代表としても4試合に出場した。

## 獲得タイトル
クラブ・ブリュージュ
- ベルギーリーグ:1回 (2004-05)
- ベルギーカップ:2回 (2003-04,2006-07)